# Tephrosia belizensis
Tephrosia belizensis är en ärtväxtart som beskrevs av Cyrus Longworth Lundell. Tephrosia belizensis ingår i släktet Tephrosia och familjen ärtväxter. Inga underarter finns listade i Catalogue of Life.